# Philippe Borer

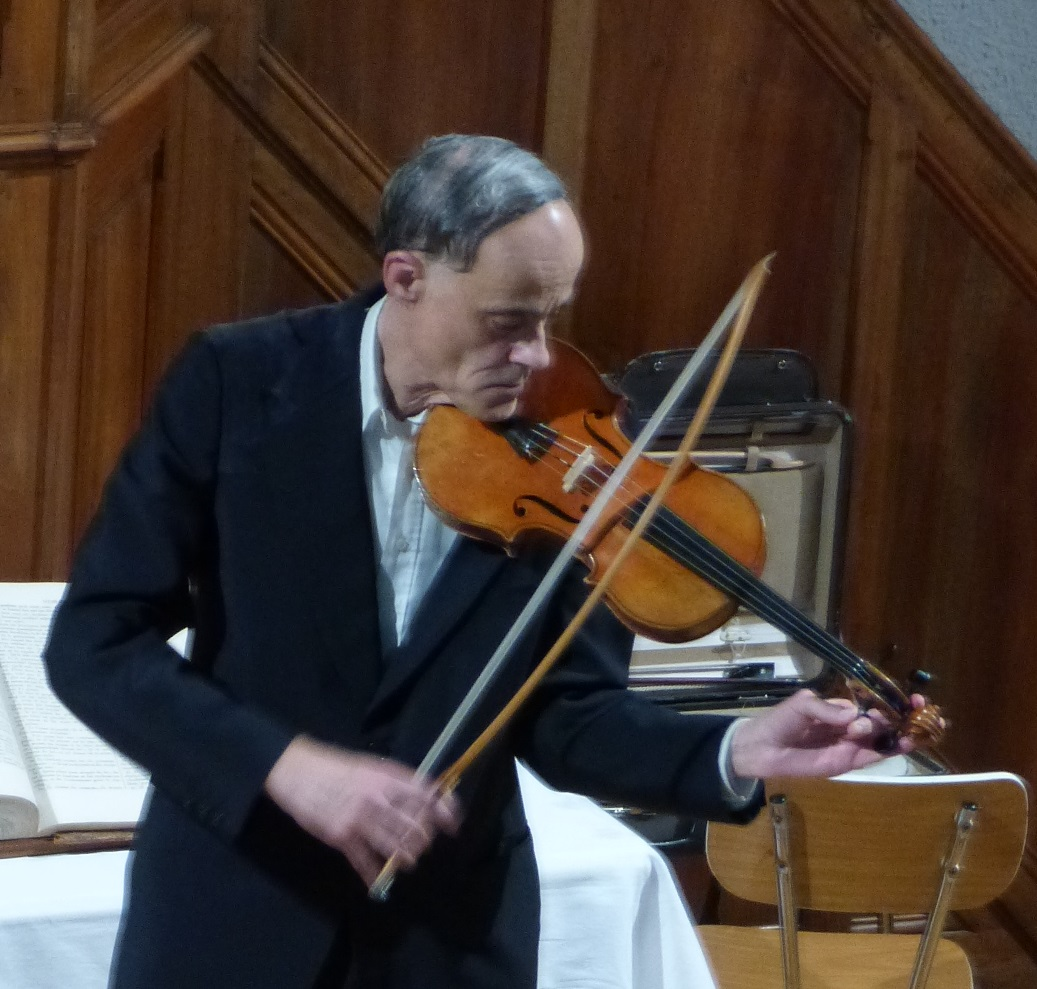
Philippe Borer mit BACH.Bogen / Foto: Joëlle Nublat

Philippe Borer (* 1955 in Neuchâtel; † 13. Juni 2023 ebenda) war ein Schweizer Violinist, Musikwissenschaftler und Lehrer.

## Biografie
Philippe Borer studierte Violine und Viola bei Max Rostal, Ruggiero Ricci und Jan Sedivka und bekleidete mehrere Positionen als Mitglied von Orchestern und Kammermusikgruppen in der Schweiz, in Italien und Australien. Darüber hinaus unternahm er Forschungen im Bereich der Violinpädagogik, der Geschichte der Violine und der Musikphilosophie. Er promovierte im Jahr 1995.
Seit 1998 konzertierte er mit einem Rundbogen, mit dem er ein Violinrepertoire mit polyphonischen Werken von Biagio Marini, Johann Paul von Westhoff, Johann Sebastian Bach, Niccolò Paganini und Michael Bach Bachtischa pflegte und erweiterte. Seine erste Aufführung der Chaconne von Johann Sebastian Bach mit dem Rundbogen fand im Dezember 2000 in Sankt Petersburg statt als Teil des Abschlusskonzerts der 4. Internationalen Konferenz „Blagodatovskiye chteniya“. Seit 2007 gab er Meisterklassen an der Staatlichen Universität Nowgorod, dem Mozarteum Salzburg und der Universität in Alberta. Im Jahr 2016 gründete er ein Duo mit dem französischen Pianisten und Organisten Jean-Claude Frey (Sohn von Georges Frey). Philippe Borer nahm zeitgenössische Kompositionen für Violine und Viola auf und brachte Werke von Don Kay zur Erstaufführung. Zu seinen Schülern zählten Christophe Horak, Mitglied des Scharoun Ensembles Berlin, Angela Lohri, Autorin des Buches Kombinationstöne und Tartinis «terzo suono», und die australische Violinistin Beth Hebert.

## Schriften
- Aspects of European Influences on Violin Playing & Teaching in Australia, M.Mus. diss., 1988[5]
- Les 24 caprices de Paganini et la constellation romantique, in «Revue musicale de Suisse romande», n. 2, Juni 1993
- The Twenty-Four Caprices of Niccolò Paganini, their significance for the history of violin playing and the music of the Romantic era, Zürich, 1997
- Scuola, tradizione e modernità in Paganini, in «Nuova Rivista Musicale Italiana», 1/1999
- Paganini and the philosophy of the violin, in «Quaderni dell’Istituto di Studi Paganiniani», n. 9-12, 1997-2000
- La pura forma (in Zusammenarbeit mit Paolo Cecchinelli), in «Quaderni dell’Istituto di Studi Paganiniani», n. 13, 2001
- Паганини и философия скрипки, in Вопросы инструментов ведения, сборник рефератов четвертой Международной инструментоведческой конференции сериала «Благодатовские Чтения», Russian Institute of History of Arts, Sankt Petersburg, 2000
- La Pagina e l’Archetto, bibliografia violinistica storico-tecnica e studi effettuati su Niccolò Paganini, Genoa, 2003[6]
- Some reflections on Paganini's violin strings, in Proceedings of the international conference Restoration and Conservation of the Guarneri del Gesù known as Cannone, Genua, 2004[7]
- Allusive masterpiece (in Zusammenarbeit mit Tatiana Berford), in «The Strad», Oktober 2004
- Об аутентичных струнах Н. Паганини и не только, in «Старинная музыка», n. 1-2 (31-32), Moskau, 2006[8]
- Cromatismo ed espressione delle passioni in Paganini, in Proceedings of the international conference Paganini Divo e Comunicatore, Genua, 2007[9]
- The chromatic scale in the compositions of Viotti and Paganini, a turning point in violin playing and writing for strings, in Nicolò Paganini Diabolus in Musica, A. Barizza und F. Morabito (Hrsg.), Turnhout, 2010, pp. 91-120
- Paganini's virtuosity and improvisatory style, in Beyond Notes, Improvisation in Western Music in the Eighteenth and Nineteenth Century, Rudolf Rasch (Hrsg.), Turnhout, 2011
- Grand détaché porté contro détaché traîné, un punto fondamentale della lezione viottiana, in Giovanni Battista Viotti «professione musicista», Mariateresa Dellaborra (Hrsg.), Rome, Società Editrice di Musicologia, 2017
- The Sweet Power of Strings, reflections on the musical idea of dolce, in Exploring Virtuosities, Christine Hoppe (Hrsg.), Göttingen Studies in Musicology, 2018 http://www.olms.de/search/Detail.aspx?pr=2009244

## Widmungsträger folgender Kompositionen
- Don Kay, Cloud patterns (1988) for solo viola, Australian Music Centre.
- Jean-Frédéric Perrenoud, Concerto pour violon, Op. 56. Widmung: "À mon très cher Philippe qui le premier a senti ce que ces pages contiennent."
- Michael Bach Bachtischa, 52 Sounds for Violin (1995/98) und "Paganini non ripete" (2000) für Viola.[10]
- Michael Bach Bachtischa, 3 Pitches, 11 Sounds for Violin (2000). Widmung: "For Lorin Maazel (70th Birthday) and for Philippe Borer."

## Instrumente und Streichbögen
Philippe Borer spielte auf einer Kopie von Paganinis Violine Il Cannone, hergestellt von Alberto Giordano, einer Violine von Pietro Capodieci aus dem Jahr 2003 und einer Viola von Jean Werro von 1948. Er verwendete einen Streichbogen von Luc Breton und zwei Rundbögen, hergestellt im Atelier BACH.Bogen in Stuttgart.